# Sant'Ambrogio della Massima
Sant'Ambrogio della Massima, chamada também de Sant'Ambrogio alla Massima, é uma igreja de Roma, Itália, localizada no rione Sant'Angelo, na via di Sant'Ambrogio, perto do Pórtico de Otávia. É dedicada a Santo Ambrósio, que, segundo a tradição, teria vivido no local.
Era um convento até uma visita apostólica realizada pela Santa Sé no século XIX, quando foi desmantelado para que o fosse utilizado como uma universidade missionária. Depois passou a ser uma igreja abacial, parte da paróquia de Santa Maria in Portico in Campitelli.

## Etimologia
O nome da igreja é uma referência a uma antiga tradição segundo a qual a igreja teria sido construída sobre a casa na qual Santo Ambrósio viveu em Roma antes de tornar bispo de Mediolano (moderna Milão). O cognome "Massima" ("de Maxima") pode ser uma referência à Cloaca Máxima, que tem uma ramificação passando nas imediações, ou a alguma outra propriedade da igreja ou a uma suposta fundadora chamada "Máxima" ou ainda a um vestígio toponímico da localização do Pórtico dos Máximos na região.

## História

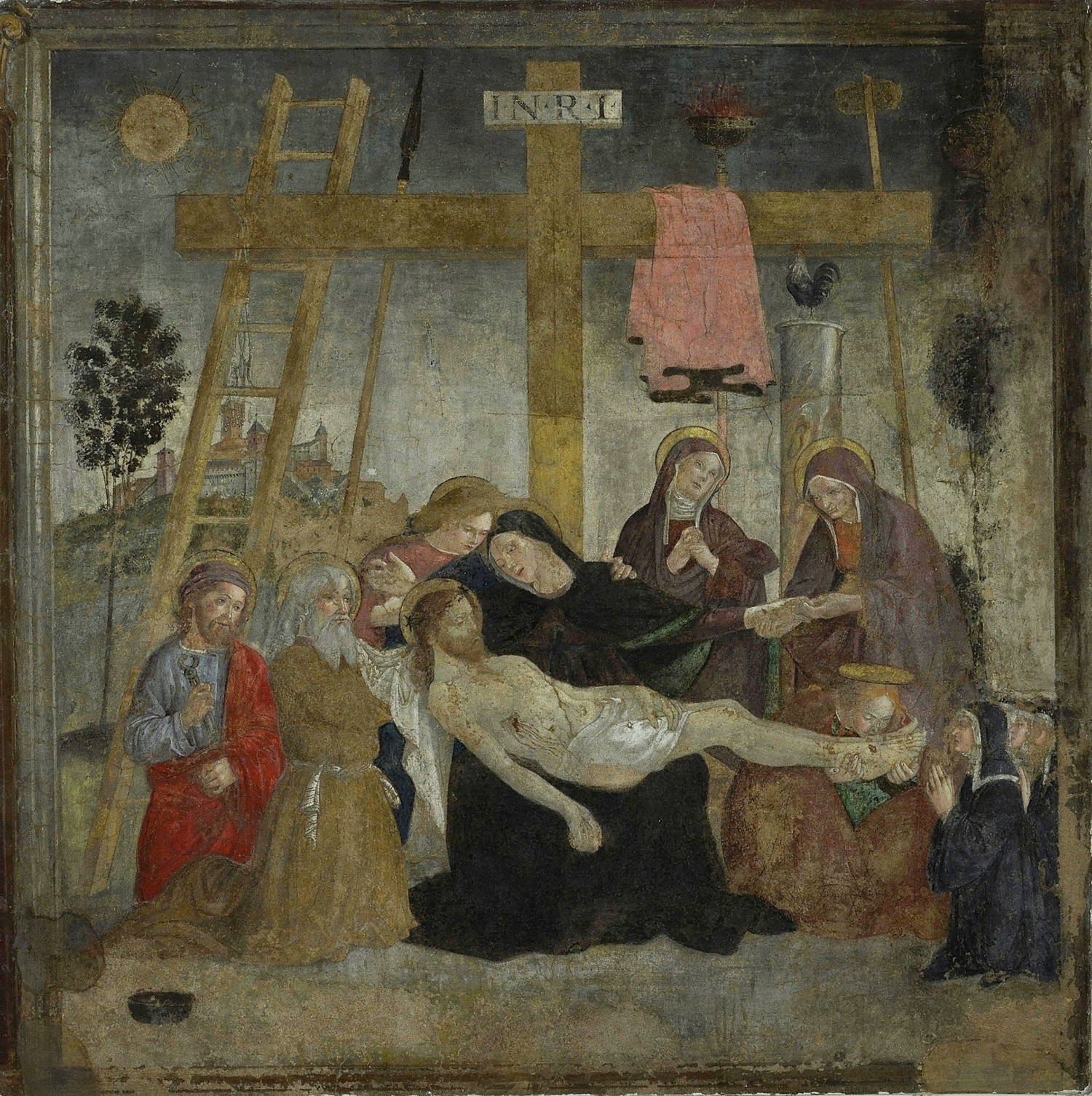
"Deposição", com uma irmã beneditina em oferenda, de Antoniazzo Romano, no refeitório do convento.

Esta igreja surgiu da fusão de duas outras igrejas anteriores no mesmo local por volta de 1500: uma dedicada a Santa Maria e outra, a Santo Estêvão. De acordo com a lenda, o convento de Santa Maria teria sido fundado por Santa Marcelina, irmã mais velha de Santo Ambrósio, em 353. Foi reconstruído na década de 700 e, novamente, na década de 1100. A igreja de Santo Estêvão também foi reconstruída no início do século XII. O novo edifício que uniu as duas foi dedicado a Santo Ambrósio pelos beneditinos e foi gradualmente sendo ampliado. Giacomo della Porta acrescentou uma nova ala em 1578 Em 1606, Carlo Maderno reprojetou a igreja por encomenda da freira Beatriz Torres e seu irmão, Ludovico Torres. Durante a ocupação napoleônica de Roma, a igreja foi abandonada e só foi restaurada em 1814 por ordem do papa Pio VII.
A partir daí, o convento, passou a ser exclusivamente feminino e enclausurado, habitado por freiras franciscanas. A abadessa fundadora do novo convento, Maria Agnese Firrao, foi condenada em 1816 de "falsa santidade" (fingir ser um santo), removida do posto e presa. Apesar disso, ela continuou a dirigir as atividades no local através de correspondências contrabandeadas por suas seguidoras. Em 1859, a princesa Catarina de Hohenlohe-Waldenburg-Schillingsfürst, recém-admitida como noviça, denunciou atividades ilícitas no local à Inquisição, acusando a mestre das noviças, Maria Luísa, entre outras, de "transgressões sexuais, práticas heréticas e esquemas homicidas", segundo a revista Salon. Catarina notou ainda a veneração à abadessa Firrao e também à própria Maria Luísa; esta última alegava receber mensagens de Jesus e estava realizando rituais permitidos apenas para os padres, além de dormir com diversas noviças. Outras transgressões incluíam a incorporação de beijos e outros atos sexuais no ritual da imposição das mãos e supostos casos amorosos entre as freiras e os padres. Ainda de acordo com Catarina, quando ela questionou as práticas do convento, foi vítima de uma tentativa de envenenamento. Conforme as investigações prosseguiam, a Santa Sé removeu as freiras do local e colocou Maria Luísa em "isolamento forçado", mas detalhes dos eventos posteriores no convento foram mantidos em segredo pelas autoridades eclesiásticas.
Em 1861, o papa Pio IX entregou o edifício a um grupo de monges beneditinos, que o transformaram numa universidade missionária e trocaram a fachada depois que ela ruiu no ano seguinte. Depois da unificação da Itália (1870), a igreja e o mosteiro foram expropriados pelo novo Reino da Itália, mas logo em seguida a igreja e parte do convento foram devolvidos aos beneditinos. A universidade foi suprimida em 1883 e a igreja hoje é a igreja abacial e residência da cúria da Congregação Subiaco-Cassinesa.

## Arquitetura
O edifício atual, partes do qual remontam ao início do século XVII, é uma basílica encimada por uma cúpula. A planta é em cruz latina, com uma capela de cada lado da nave. O interior inclui "ricas decorações em estuque e afrescos sobre a Vida de Maria". Um afresco no refeitório do convento sobre a "Deposição", com uma irmã beneditina em oferenda, é atribuídos a Antoniazzo Romano. No subterrâneo da igreja é possível visitar os restos da suposta casa de Santo Ambrósio.

## Galeria

Imagens da igreja
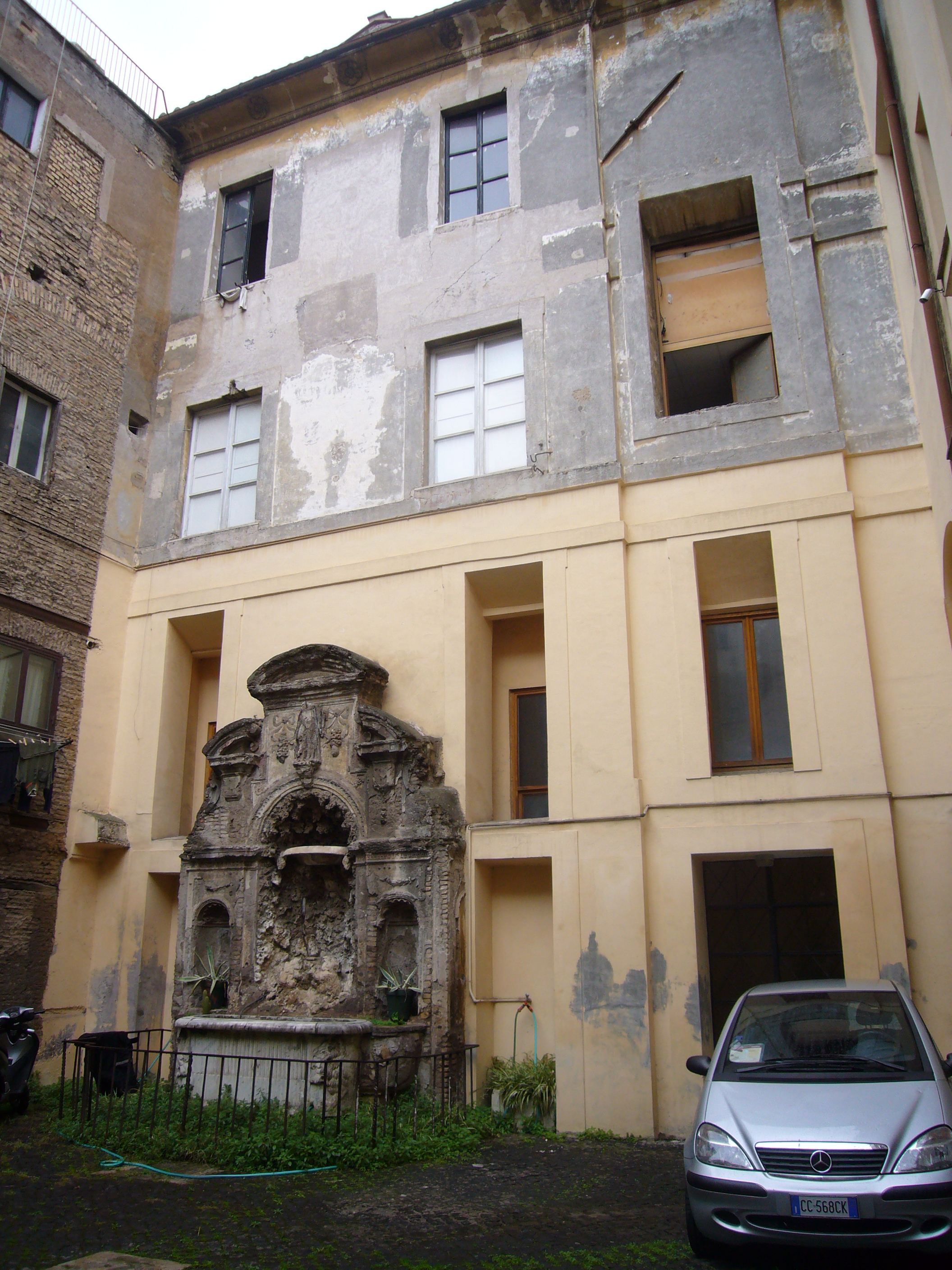
Claustro.
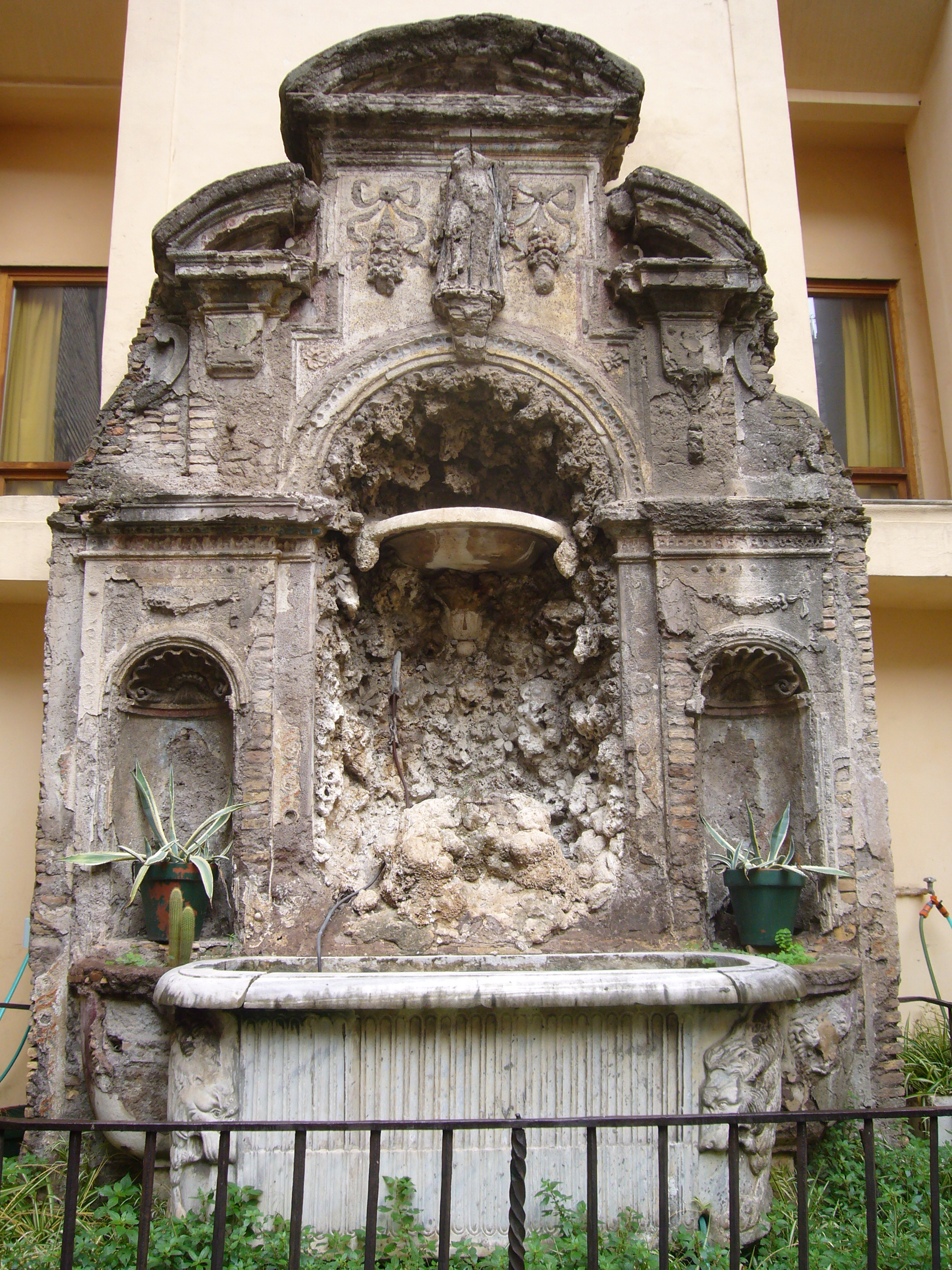
Detalhe da fonte no claustro.
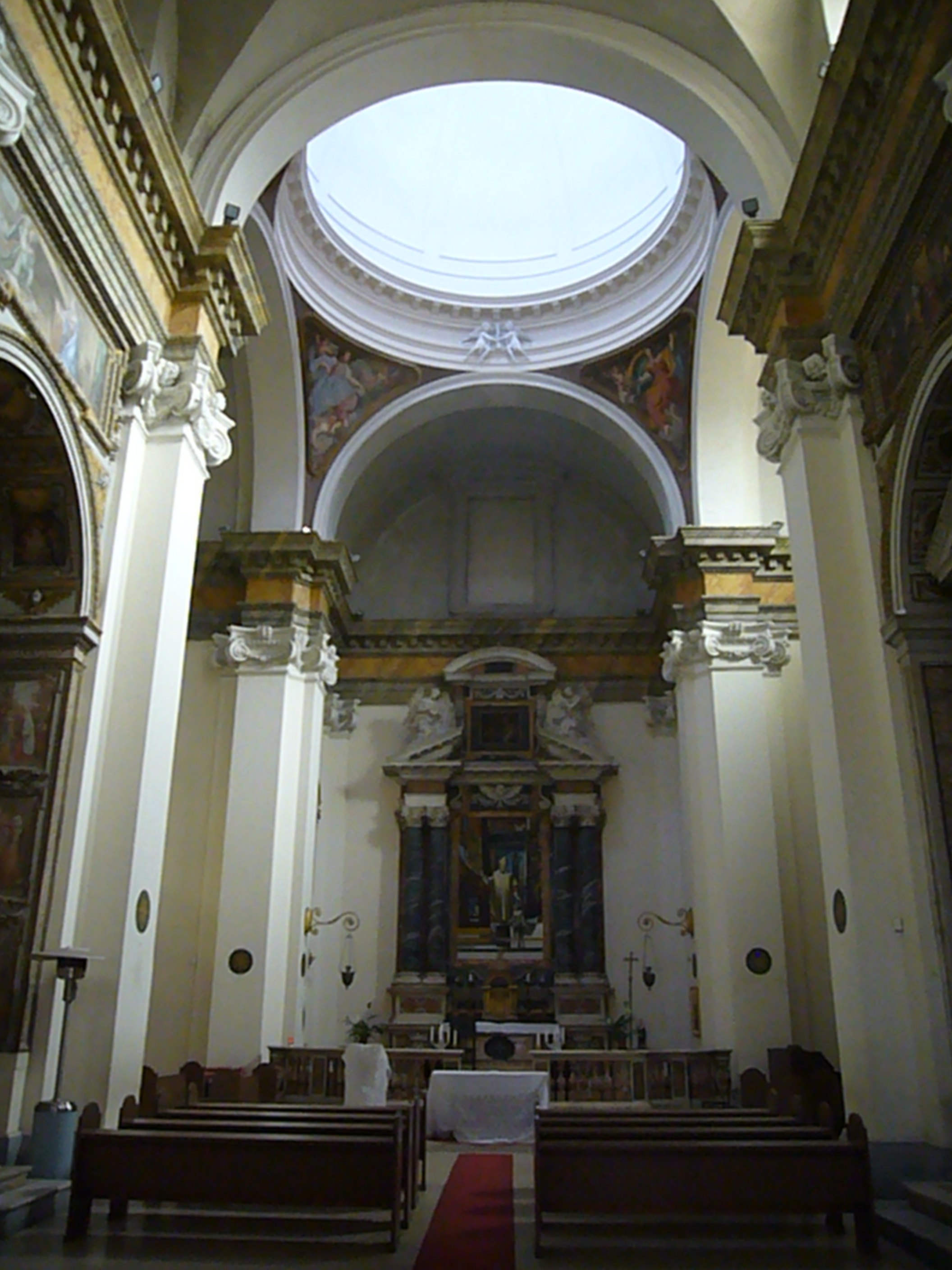
Interior e o altar-mor.
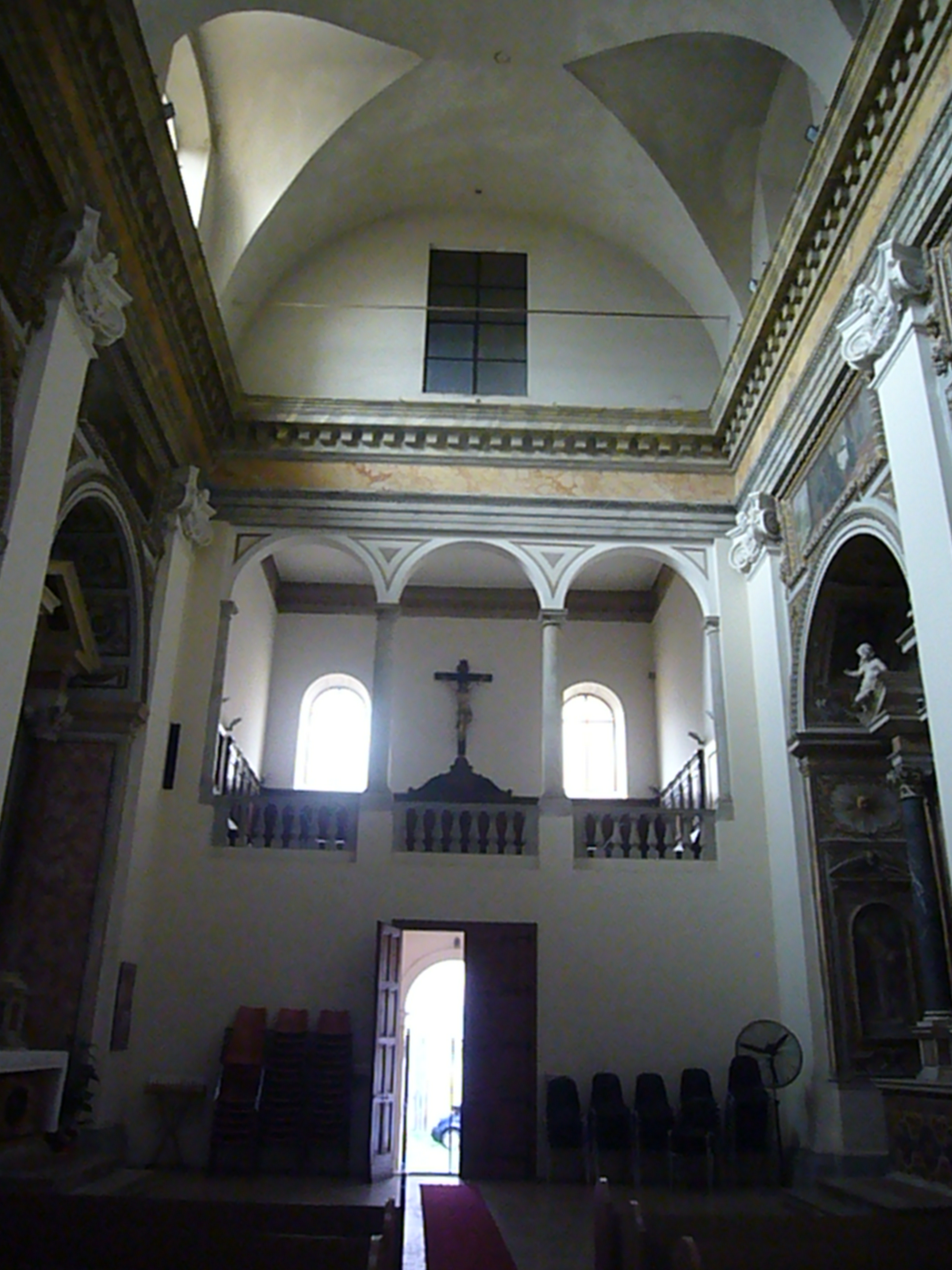
Contra-fachada.
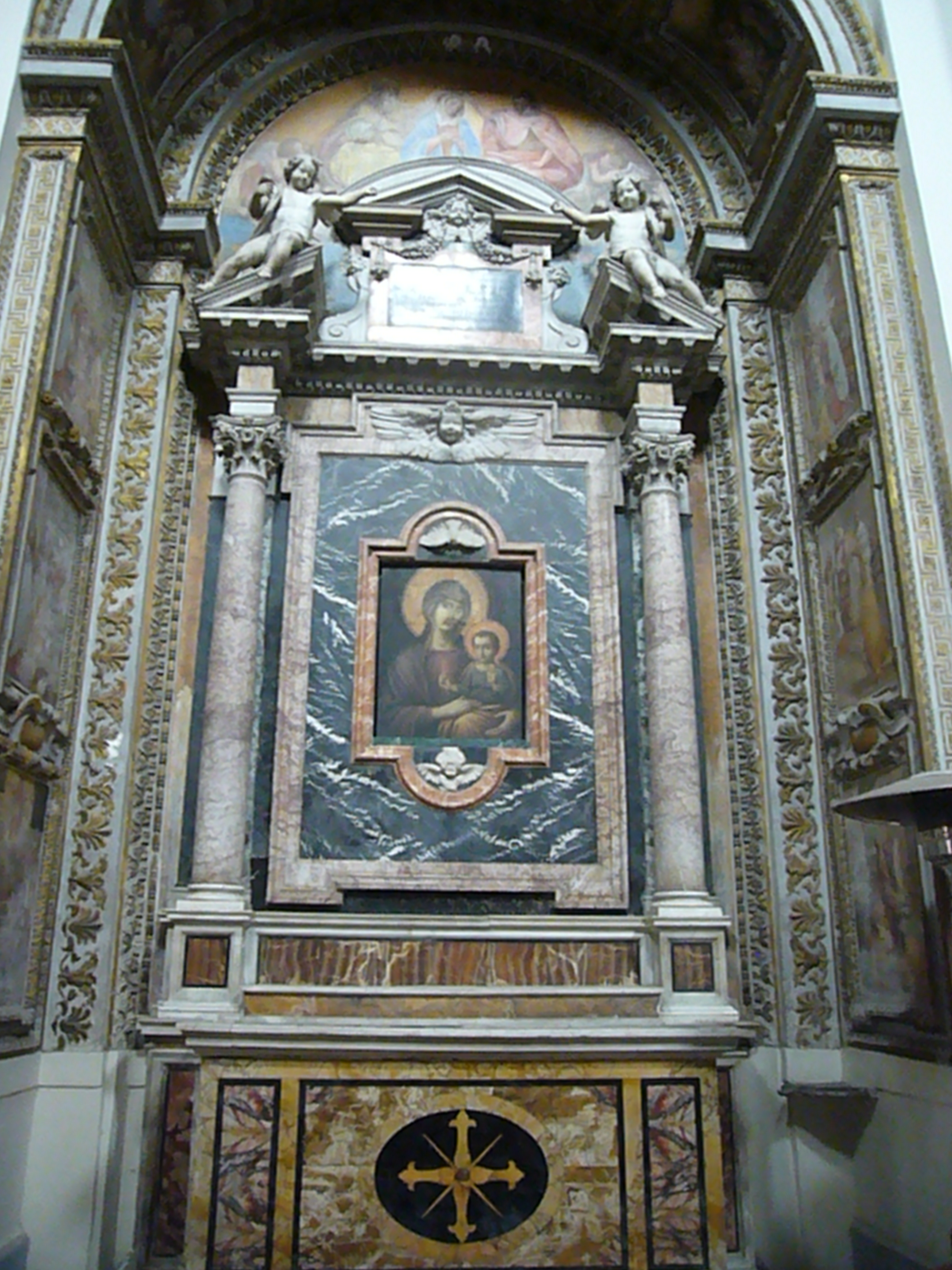
Altar da Madona com o Menino.

## Nota
1. ↑  Segundo citações de 1192 e de 1320 que reportam respectivamente os nomes de "Monasterio Maximae" e de "Monasterium Sanctae Mariae de Maximae".[2]